# Балка Городська
Балка Городська — маловодна балка у Троїцькому районі Луганської області. Права притока річки Красна (басейн Азовського моря). Назва походить від довколишнього села Коченове, яке раніше називалося Городське. Довжина становить 9,1 км. 
Витік балки знаходиться приблизно в 1 км на захід від села, на висоті близько 195 м над рівнем моря. Має дві балки-притоки — Криву і Коренєв Яр. Загальний напрямок балки — південний схід, впадає в річку Красну. В радянські часи в східній частині села, на території балки, було утворено невеликий ставок.